# Geijersholm
Geijersholm är en tätort (småort 2015) och före detta järnbruk nordost om Hagfors i Gustav Adolfs socken i Hagfors kommun.

## Befolkningsutveckling
| Befolkningsutvecklingen i Geijersholm 1970–2020                                     | Befolkningsutvecklingen i Geijersholm 1970–2020 | Befolkningsutvecklingen i Geijersholm 1970–2020 | Befolkningsutvecklingen i Geijersholm 1970–2020 | Befolkningsutvecklingen i Geijersholm 1970–2020 |
| ----------------------------------------------------------------------------------- | ----------------------------------------------- | ----------------------------------------------- | ----------------------------------------------- | ----------------------------------------------- |
|                                                                                     |                                                 |                                                 |                                                 |                                                 |
| År                                                                                  |                                                 |                                                 | Folkmängd                                       | Areal (ha)                                      |
| 1970                                                                                | 1970                                            |                                                 | 214                                             |                                                 |
| 1975                                                                                | 1975                                            |                                                 | 318                                             |                                                 |
| 1980                                                                                | 1980                                            |                                                 | 343                                             |                                                 |
| 1990                                                                                | 1990                                            |                                                 | 294                                             | 27                                              |
| 1995                                                                                | 1995                                            |                                                 | 288                                             | 29                                              |
| 2000                                                                                | 2000                                            |                                                 | 260                                             | 29                                              |
| 2005                                                                                | 2005                                            |                                                 | 243                                             | 29                                              |
| 2010                                                                                | 2010                                            |                                                 | 222                                             | 29                                              |
| 2015                                                                                | 2015                                            |                                                 | 190                                             | 31#                                             |
| 2020                                                                                | 2020                                            |                                                 | 203                                             | 31                                              |
| Anm.: Ny tätort 1970. Från tätort till småort 2015, åter tätort 2018. # Som småort. |                                                 |                                                 |                                                 |                                                 |